# 丁利 (密蘇里州)
丁利（英語：Dingley）是位於美國密蘇里州歐塞奇縣的鬼鎮。

## 歷史
丁利的郵局於1907年設立，其後於1909年停運。

## 地理
丁利所處的海拔為高於海平面316米（即1037英呎），而該地所採用的時區為UTC-6，即北美中部時區（CST）。同時該地設有夏令時間，為UTC-6調快一小時，即UTC-5（CDT）。